# Správní obvod obce s rozšířenou působností Žďár nad Sázavou
Správní obvod obce s rozšířenou působností Žďár nad Sázavou je od 1. ledna 2003 jedním ze čtyř správních obvodů rozšířené působnosti obcí v okrese Žďár nad Sázavou v Kraji Vysočina. Čítá 48 obcí.
Město Žďár nad Sázavou je zároveň obcí s pověřeným obecním úřadem, přičemž oba správní obvody jsou územně totožné.

## Seznam obcí
Poznámka: Města jsou vyznačena tučně, městyse kurzívou.
- Bohdalec
- Bohdalov
- Březí nad Oslavou
- Budeč
- Cikháj
- Hamry nad Sázavou
- Herálec
- Hodíškov
- Chlumětín
- Jámy
- Karlov
- Kněževes
- Kotlasy
- Krásněves
- Kyjov
- Lhotka
- Malá Losenice
- Matějov
- Nížkov
- Nové Dvory
- Nové Veselí
- Obyčtov
- Ostrov nad Oslavou
- Pavlov
- Počítky
- Poděšín
- Pokojov
- Polnička
- Račín
- Radostín
- Radostín nad Oslavou
- Rosička
- Rudolec
- Sázava
- Sazomín
- Sirákov
- Sklené
- Světnov
- Svratka
- Škrdlovice
- Újezd
- Vatín
- Velká Losenice
- Vepřová
- Vojnův Městec
- Vysoké
- Znětínek
- Žďár nad Sázavou

## Obyvatelstvo
| Rok  | Obyv.  | ± %    |
| ---- | ------ | ------ |
| 1869 | 30 785 | —      |
| 1880 | 31 298 | +1,7 % |
| 1890 | 30 393 | −2,9 % |
| 1900 | 30 092 | −1 %   |
| 1910 | 30 800 | +2,4 % |

| Rok  | Obyv.  | ± %     |
| ---- | ------ | ------- |
| 1921 | 29 632 | −3,8 %  |
| 1930 | 29 992 | +1,2 %  |
| 1950 | 25 138 | −16,2 % |
| 1961 | 31 274 | +24,4 % |
| 1970 | 35 922 | +14,9 % |

| Rok  | Obyv.  | ± %     |
| ---- | ------ | ------- |
| 1980 | 40 860 | +13,7 % |
| 1991 | 42 841 | +4,8 %  |
| 2001 | 44 025 | +2,8 %  |
| 2011 | 43 037 | −2,2 %  |
| 2021 | 41 298 | −4 %    |